# Cheiramiona brandbergensis
Cheiramiona brandbergensis is een spinnensoort uit de familie van de Cheiracanthiidae.
De wetenschappelijke naam van de soort werd in 2005 gepubliceerd door Lotz.